# Lassen-Volcanic-Nationalpark
Der Lassen-Volcanic-Nationalpark ist ein in Nordkalifornien gelegener Nationalpark der Vereinigten Staaten. Der Park liegt im nordöstlichen Teil des heutigen Bundesstaates Kalifornien, ungefähr 200 Kilometer von Sacramento entfernt. Besonderes Merkmal des Parks ist seine Vulkanlandschaft um den zuletzt zwischen 1914 und 1921 aktiven Lassen Peak, dem südlichsten Vulkan der Kaskadenkette. Das 431 km² große Gebiet wurde 1916 – im Zuge des durch den Ausbruch des Lassen Peaks gestiegenen öffentlichen Interesses – unter Schutz gestellt und wird seither vom National Park Service verwaltet.
In der Gegend rund um den Lassen Peak ist die Erde immer noch vulkanisch aktiv, was sich in Schlammtöpfen, heißen Quellen und Fumarolen zeigt (siehe hierzu Geothermalgebiete im Lassen-Volcanic-Nationalpark). Lassen ist eines der wenigen Gebiete weltweit, in denen vier Formen von Vulkanen gleichzeitig vorkommen: Schildvulkane, Aschenkegel, Lavadome und Stratovulkane.
Heute gehört der Lassen-Volcanic-Nationalpark durch seine abgelegene Lage zu den weniger bekannten und besuchten Nationalparks der Vereinigten Staaten. Von den rund 241 Kilometern an Wanderwegen im Park werden vor allem die am Rande der California State Route 89 liegenden Wege zum Gipfel des Lassen Peak sowie zu den Hydrothermalquellen von Bumpass Hell genutzt. Seit dem Jahr 2008 steht mit dem Kohm Yah-mah-nee Visitor Center ein neues Besucherzentrum am südwestlichen Eingang des Parks für Touristen offen. Die Hauptsaison erstreckt sich üblicherweise über die Monate Juni bis September, da die den Park durchziehende State Route 89 in den übrigen Monaten wegen Schnees gesperrt ist.

## Etymologie

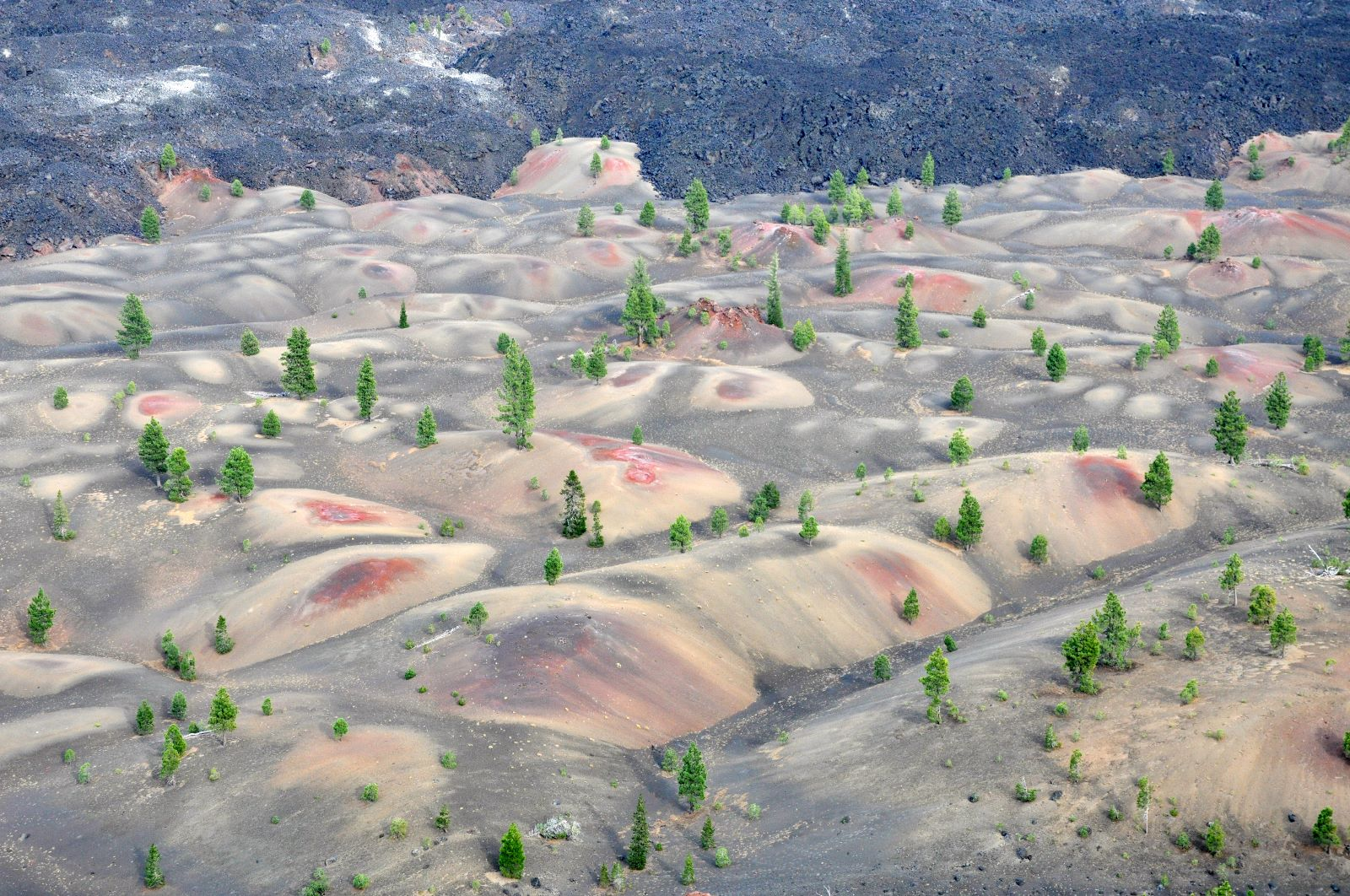
Die „Painted Dunes“ im Norden des Lassen Volcanic Nationalparks

Der Name des Nationalparks leitet sich von dem aus Dänemark stammenden Immigranten Peter Lassen (1800–1859) ab, der den Lassen Peak (bisweilen auch: „Mount Lassen“) als erster Europäer bestiegen haben soll. Lassen, ein gelernter Schmied, emigrierte 1830 in die Vereinigten Staaten, siedelte zehn Jahre später nach Kalifornien über und erwarb 1844 großflächig Land im heutigen Tehama County. Nach dem Beginn des Kalifornischen Goldrausches erschloss Lassen diesen oberen Teil des Kalifornischen Längstals durch die Erkundung einer neuen Planwagenroute über die Berge. Die Benennung verschiedener Orte in Nordkalifornien ist auf den Umstand zurückzuführen, dass Lassen der erste Europäer war, der sich dauerhaft in diesem Teil Kaliforniens niederließ. Neben dem Lassen Peak und dem Nationalpark ist auch der Lassen National Forest nach ihm benannt. Ob die Lassen zugeschriebene Erstbesteigung des Lassen Peak allerdings stattgefunden hat, ist heute nicht mehr zu klären. Fest steht allein, dass der zuvor als „San Jose“, „Mount Joseph“, oder „Mount Saint Joseph“ bekannte Vulkan seinen heutigen Namen von dem Goldsucher Grover K. Godfrey nach einer Begegnung mit Peter Lassen im Jahr 1851 erhielt. Die erste nachweisbar dokumentierte Besteigung des Lassen Peak wurde von Godfrey selbst durchgeführt.

## Geographie

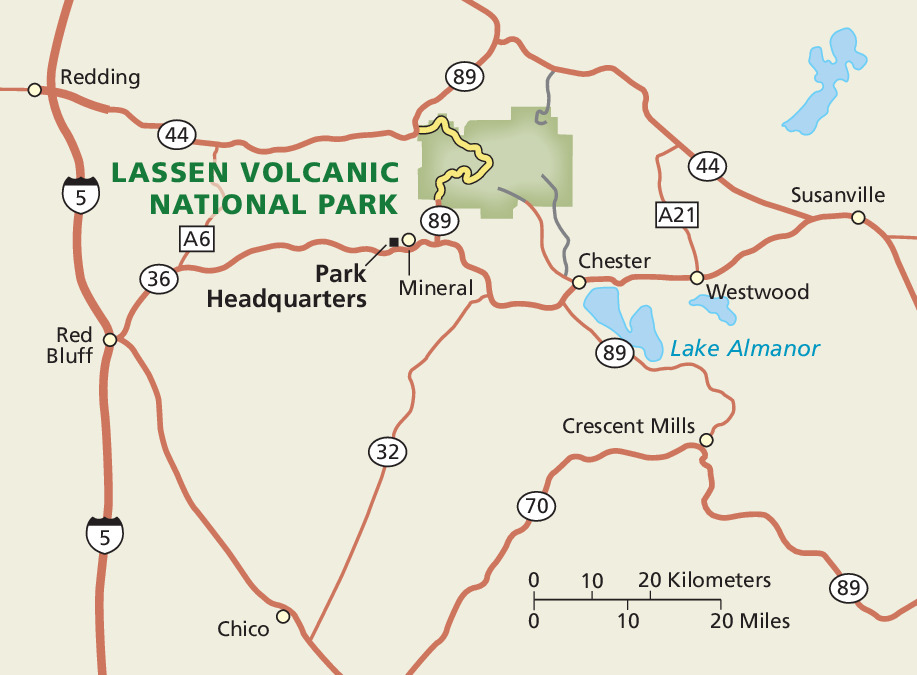
Straßenkarte der Region um den Nationalpark

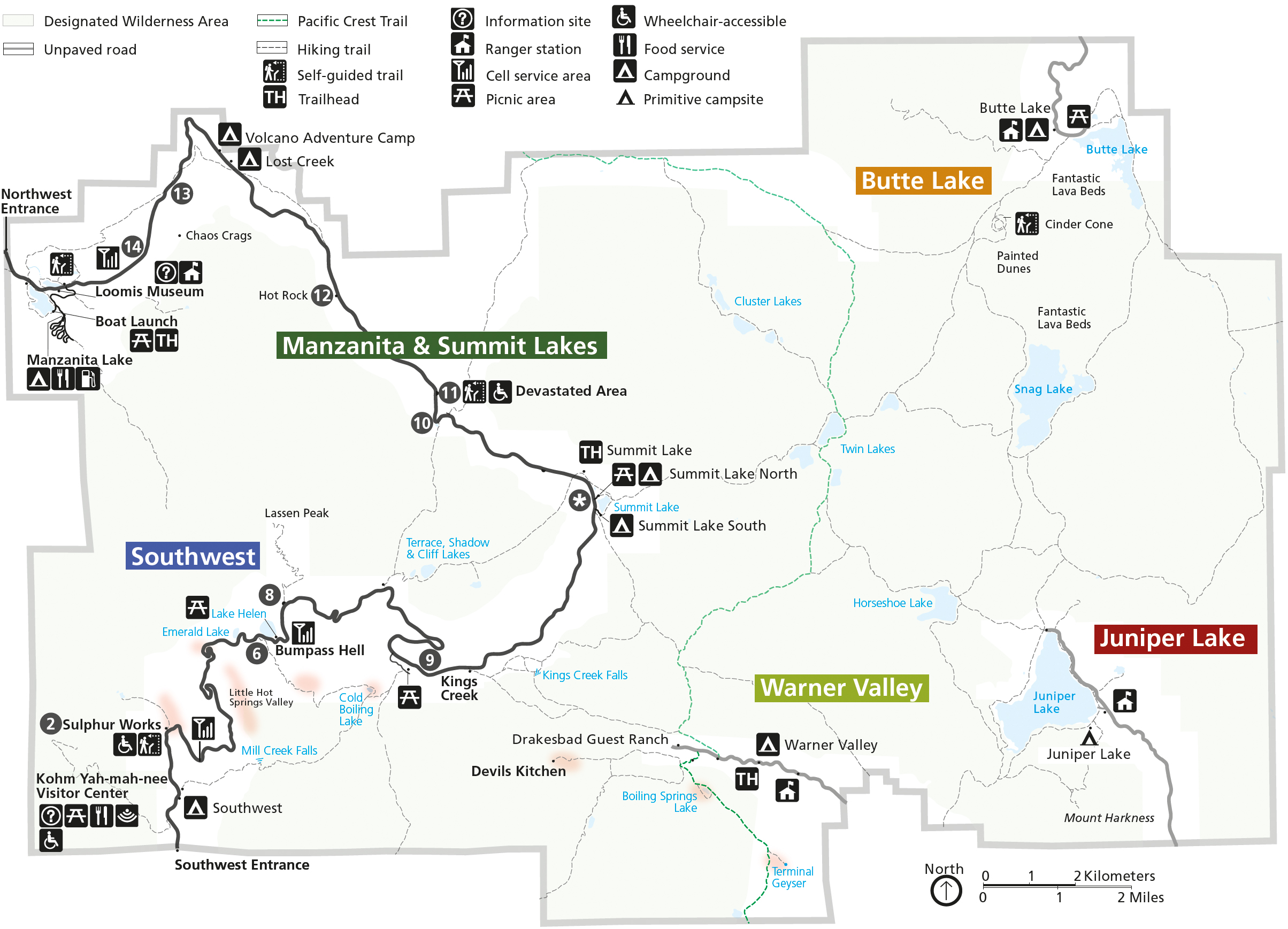
Karte des Parks mit den fünf vom National Park Service ausgewiesenen Regionen

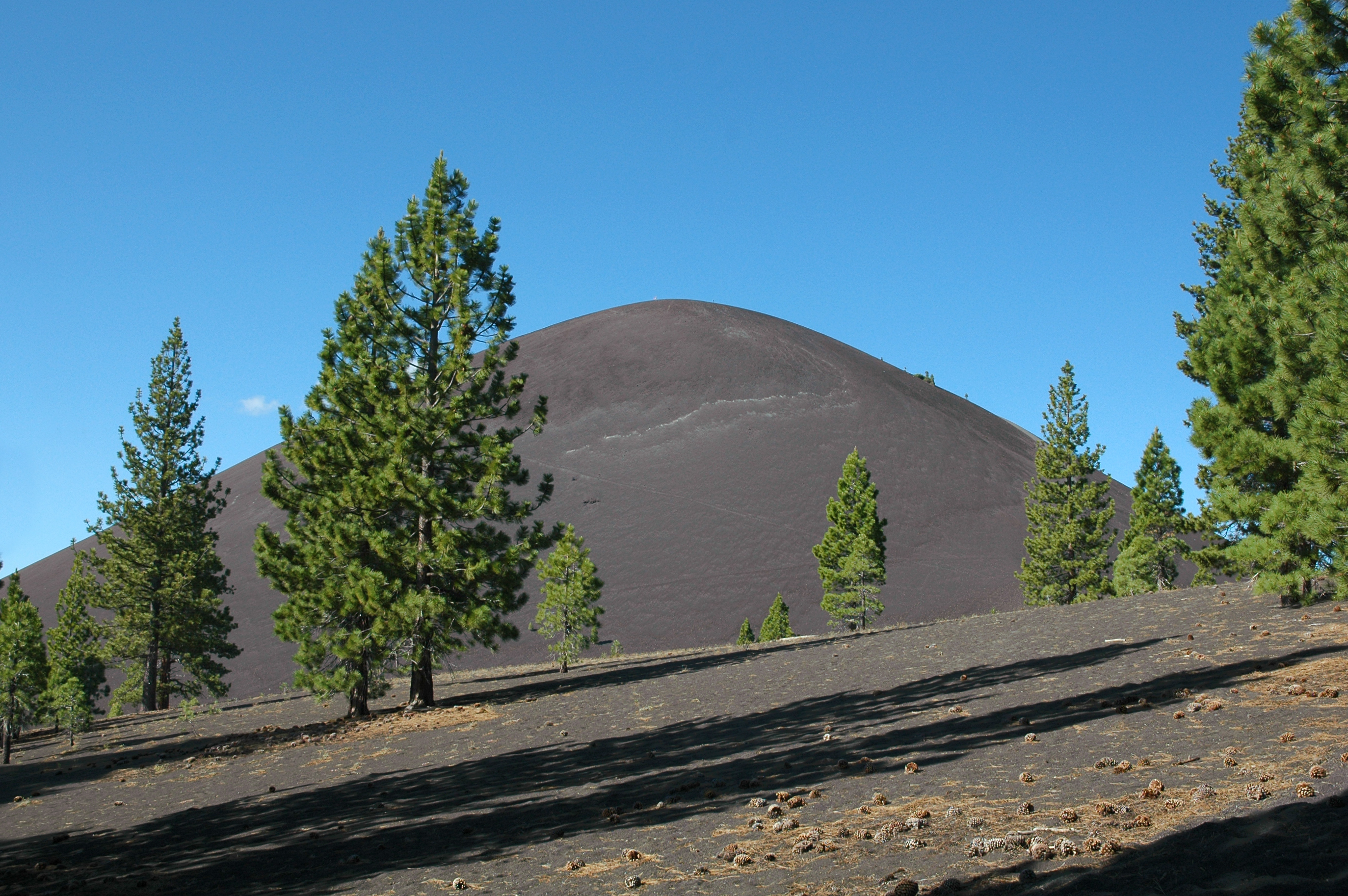
Blick auf Cinder Cone vom Cinder Cone Trail, der dorthin führt. Die Bäume sind Jeffrey-Kiefern (Pinus jeffreyi).

Der Lassen-Volcanic-Nationalpark liegt am südlichen Ende der Kaskadenkette, einer Gebirgskette vulkanischen Ursprungs, die parallel zur Westküste Nordamerikas verläuft und zum Pazifischen Feuerring gehört. Das Schutzgebiet umfasst eine Fläche von mehr als 430 Quadratkilometern und liegt östlich des oberen Sacramento Valley, einer stark landwirtschaftlich geprägten Region Nordkaliforniens.
Die zwei Eingänge des Parks werden von der California State Route 89 verbunden, die den Lassen-Volcanic-Nationalpark in einer großen Schleife um den Lassen Peak durchzieht. Von dem an der Interstate 5 gelegenen Verkehrsknotenpunkt Redding aus kann der nordwestliche Eingang zum Park über die California State Route 44 erreicht werden. Von der ebenfalls an der Interstate 5 gelegenen Stadt Red Bluff führt die California State Route 36 zum südwestlichen Eingang. Von der Universitätsstadt Chico aus kann derselbe Parkeingang über die California State Route 32 und dann die California State Route 36 erreicht werden. Besucher aus Reno in Nevada (das über den Flughafen Reno-Tahoe angeflogen werden kann) erreichen den nordwestlichen Parkeingang über die California State Route 44 oder den südwestlichen Eingang über die California State Route 36 durch die Kleinstadt Chester am Lake Almanor.
Die Nationalparkverwaltung teilt das Schutzgebiet in fünf unterschiedliche Regionen ein:
- Manzanita & Summit Lakes im nordwestlichen Teil des Parks bietet zahlreiche Einrichtungen für Besucher, darunter das Loomis Museum, sowie den größten Campingplatz des Parks am Rande des Manzanita Lake, an den auch ein kleiner Laden angeschlossen ist. Wanderer erreichen 20 Kilometer südlich des Manzanita Lake den Beginn eines Pfades zum Summit Lake.
- Southwest am südwestlichen Eingang zum Park liegen mit Sulphur Works und Bumpass Hell die bekanntesten hydrothermalen Attraktionen des Parks. Im Besucherzentrum Kohm Yah-mah-nee bieten Ausstellungen und ein kurzer Film Informationen für Touristen. Von einem Parkplatz am Fuße des Lassen Peak aus kann der Vulkan über den Lassen Peak Trail bestiegen werden.
- Warner Valley im Süden bietet in der Nähe der historischen Drakesbad Guest Ranch weitere hydrothermale Bereiche wie Devils Kitchen, Boiling Springs Lake und Terminal Geyser.
- Juniper Lake im abgelegenen Südosten ist von dem größten See im Park geprägt.
- Butte Lake, bekannt für die Blocklava-Felder Fantastic Lava Beds, die Painted Dunes und den Aschenkegel Cinder Cone. Am Rande der Fantastic Lava Beds verläuft ein Teil des von frühen Siedlern genutzten Nobles Emigrant Trail.

## Geschichte

### Bis zur Ankunft der weißen Siedler
Vor der Ankunft weißer Siedler wurde die Gegend um den Lassen Peak von den Volksstämmen der Yana, Atsugewi und Maidu bewohnt. Aufgrund der harschen Winter kamen sie lediglich in den Sommermonaten zur Jagd und zum Fischfang sowie zum Sammeln von Beeren und Nüssen in das Gebiet des heutigen Nationalparks.
Bei der Besiedlung Kaliforniens durch europäische Einwanderer spielte die Region nur eine untergeordnete Rolle. Die 1848 von Peter Lassen erstmals genutzte Planwagenroute durch das Gebiet des heutigen Nationalparks stellte sich als zu beschwerlich heraus und erlangte nie die Bedeutung der weiter südlich in der Sierra Nevada gelegenen Gebirgspässe Donnerpass und Carsonpass. Eine in den 1850er Jahren von William H. Nobles entwickelte Route wurde zwar von einer größeren Zahl Siedler genutzt als der Lassen Trail, spielte aber im Vergleich zu den Pässen der Sierra Nevada ebenfalls eine untergeordnete Rolle und wurde schließlich aufgegeben.

### Erste Erkundungen

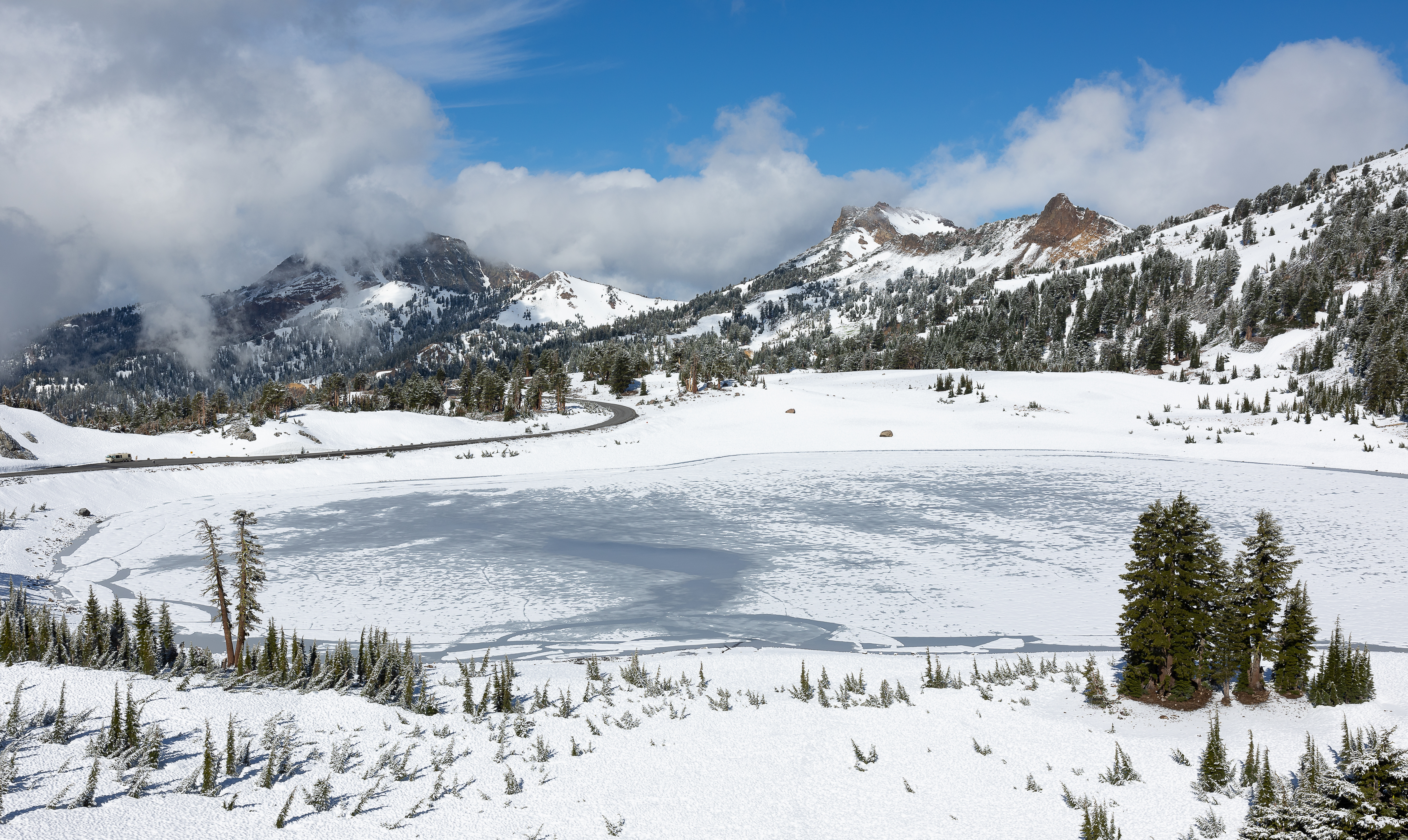
Winteransicht von Lake Helen, benannt nach Helen Brodt, die als erste nicht-indigene Frau den Lassen Peak bestieg (Juni 2022)

Im Zuge der Besiedlung des Sacramento Valley nahm auch das Interesse an der südlichen Kaskadenkette zu.  Im Jahr 1863 schickte der California Geological Survey eine Expedition unter der Leitung von William H. Brewer in die Gegend des heutigen Nationalparks, die erste Ergebnisse für das Verständnis der vulkanischen Ursprünge des Gebiets lieferte. Im August 1863 bestieg die Malerin Helen Brodt als erste nicht-indigene Frau den Lassen Peak. Nach ihr wurde später der am Fuße des Vulkans gelegene See Lake Helen benannt.
Im Jahr 1873 bestieg der Naturkundler Harvey W. Harkness als Erster den Aschenkegel Cinder Cone. Ab 1883 erforschte der Geologe Joseph S. Diller im Auftrag des United States Geological Survey das Gebiet des heutigen Nationalparks. Seine vierzigjährigen Arbeiten mündeten in zahlreichen Abhandlungen und in der Feststellung, dass Lassen Peak zur südlichen Kaskadenkette und nicht etwa zur Sierra Nevada gehört.

### Die Einrichtung des Nationalparks

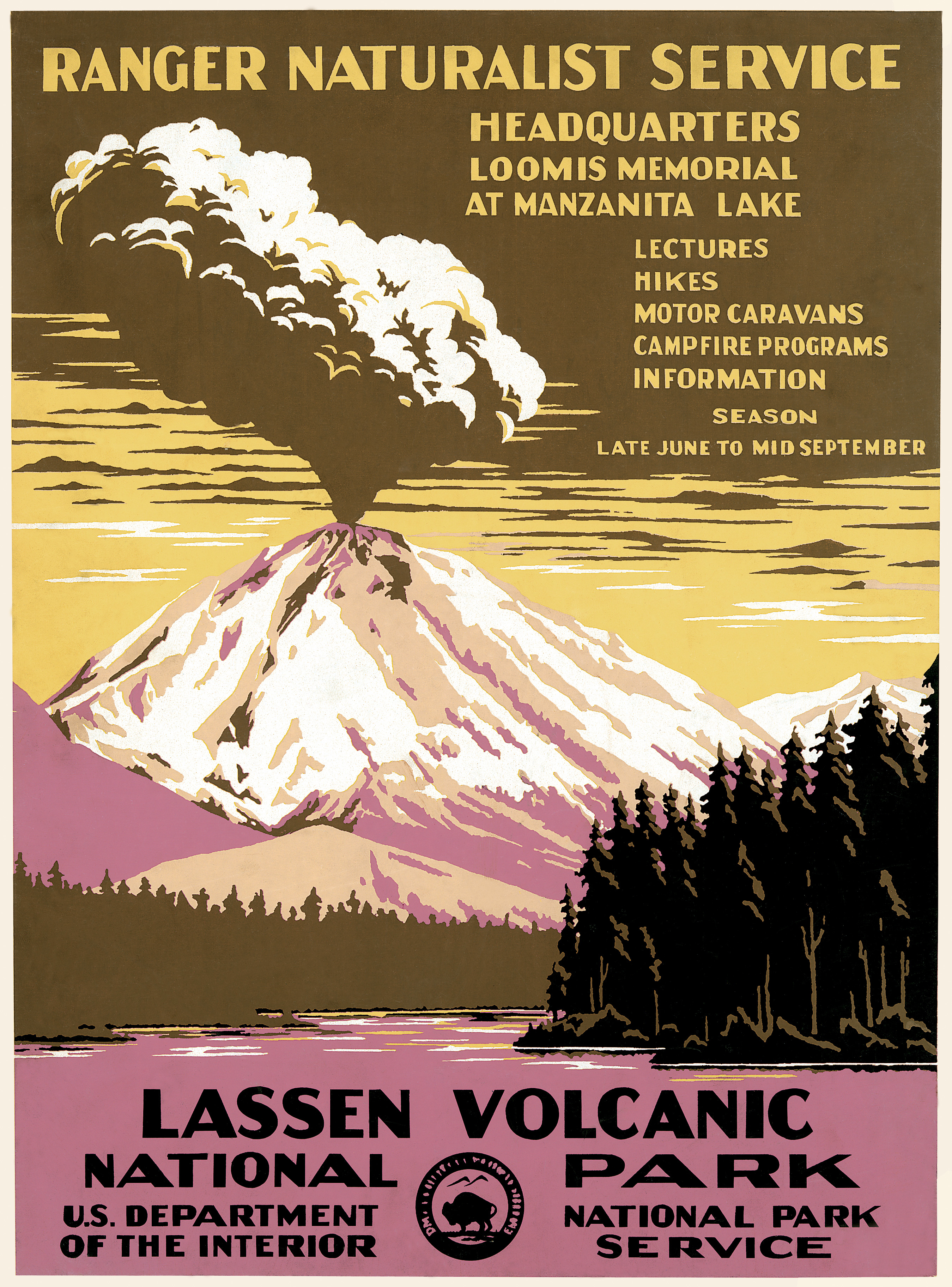
Poster aus dem Jahr 1938

Als zu Beginn des 20. Jahrhunderts Holzfäller, Rancher und Eisenbahngesellschaften eine zunehmende Bedrohung für das Gebiet des heutigen Nationalparks darzustellen begannen, ordnete der amerikanische Präsident und frühe Verfechter des Naturschutzes Theodore Roosevelt im Mai 1907 die Einrichtung der beiden National Monuments Cinder Cone National Monument und Lassen Peak National Monument an.
Nur sieben Jahre später, am 30. Mai 1914, brach der Lassen Peak aus. Das Ereignis wurde von der Öffentlichkeit mit großem Interesse verfolgt und brachte Journalisten, Fotografen, Wissenschaftler und Schaulustige in das Schutzgebiet. Nach einer Reihe kleinerer Ausbrüche kam es im Mai 1915 zu einer Eruption, die so stark war, dass Vulkanasche bis in die rund 240 Kilometer südöstlich gelegene Stadt Reno gelangte.
Die Vulkanausbrüche erzeugten ein solch großes öffentliches Interesse, dass Präsident Woodrow Wilson am 9. August 1916 eine Fläche von 79.561 Acres (rund 32.197 Hektar) als Nationalpark auswies. Nur zwei Wochen später unterzeichnete Wilson ein Gesetz zur Gründung des National Park Service, der seither für die Verwaltung und des Schutz der Nationalparks in den Vereinigten Staaten zuständig ist.

### Schäden durch das Dixie Fire

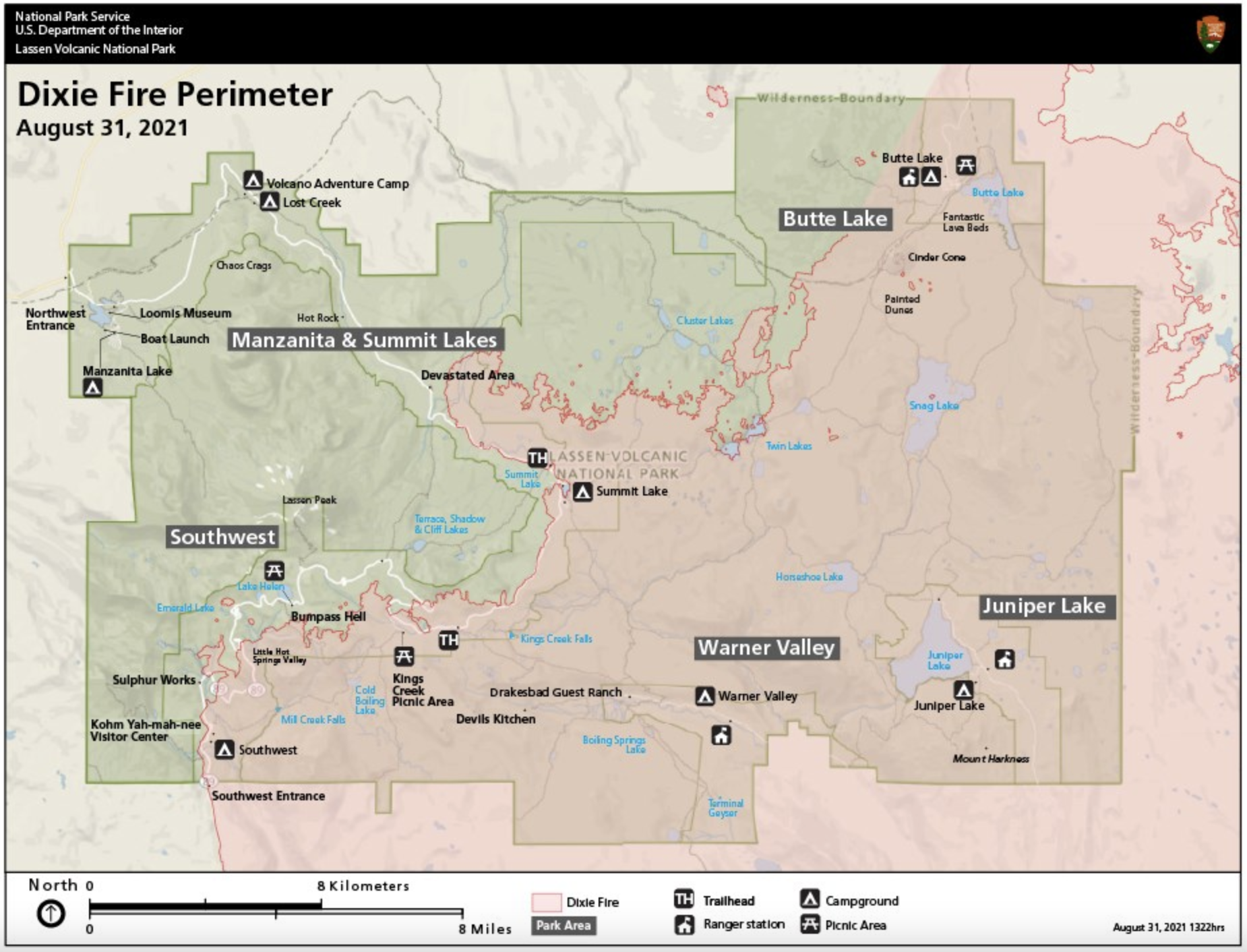
Die vom Dixie Fire betroffene Fläche (rot) mit Stand vom 31. August 2021

Der Nationalpark wurde durch das Dixie Fire in der kalifornischen Waldbrandsaison 2021 schwer getroffen. Bis zum 11. September wurden 72.347 Acre (292 km²) des Nationalparks vom Feuer erfasst, und damit mehr als zwei Drittel der Gesamtfläche von 106.452 Acre (430,8 km²). Am 7. August gab der Park Superintendent Jim Richardson bekannt, dass der im National Register of Historic Places geführte Feuerwachturm auf Mount Harkness im Zuge des Feuers zerstört wurde. Ebenfalls zerstört wurde die Ausblicksplattform am Kings Creek-Wasserfall sowie der Campingplatz am Juniper Lake. Die bei Ausflüglern wie auch bei Wanderern auf dem Pacific Crest Trail beliebte Drakesbad Guest Ranch im Warner Valley konnte hingegen – bis auf zwei der fünf Hütten für Übernachtungsgäste – gerettet werden.

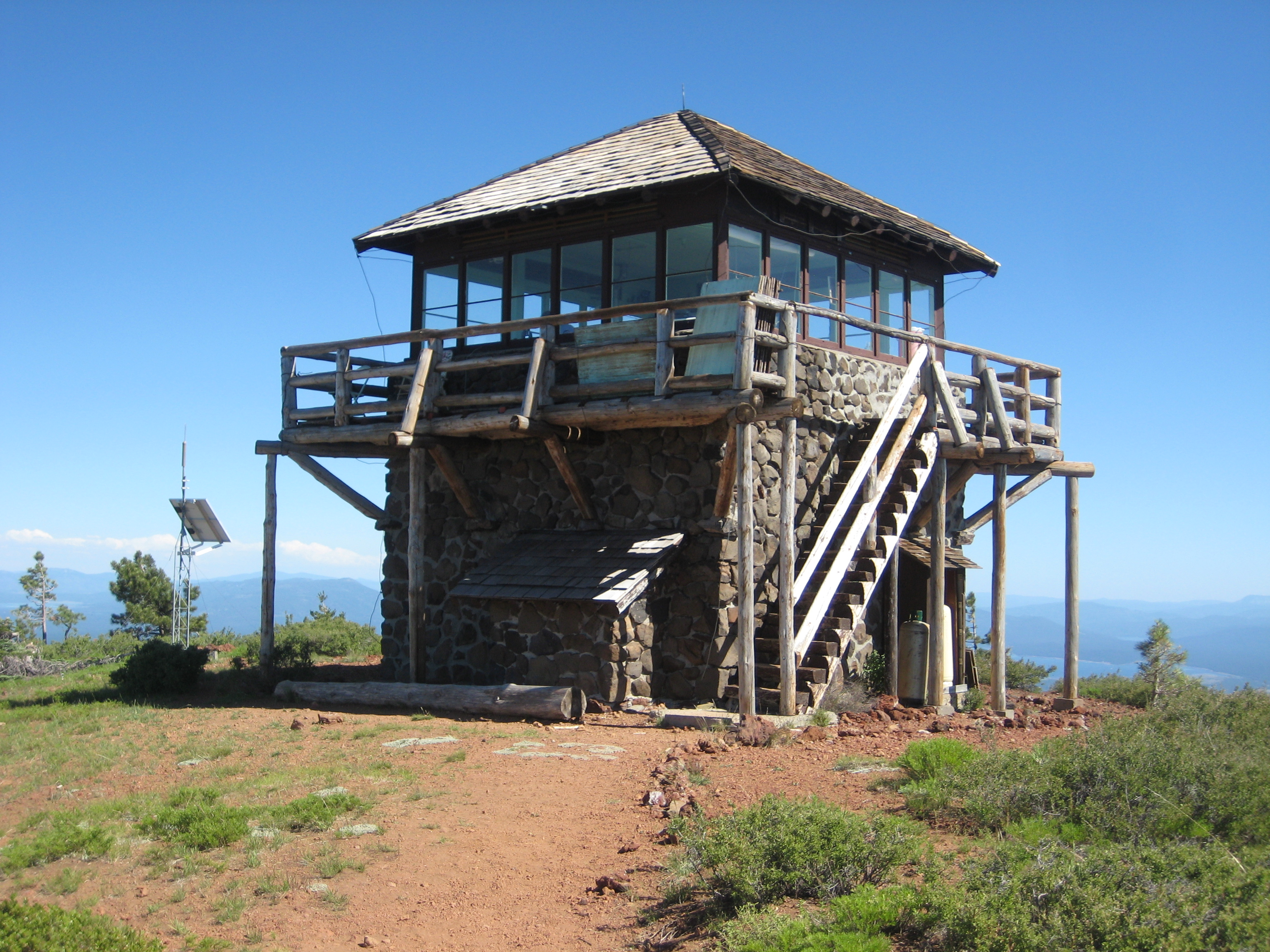
Der im Zuge des Feuers zerstörte historische Mt. Harkness Fire Lookout auf einem Bild aus dem Jahr 2009
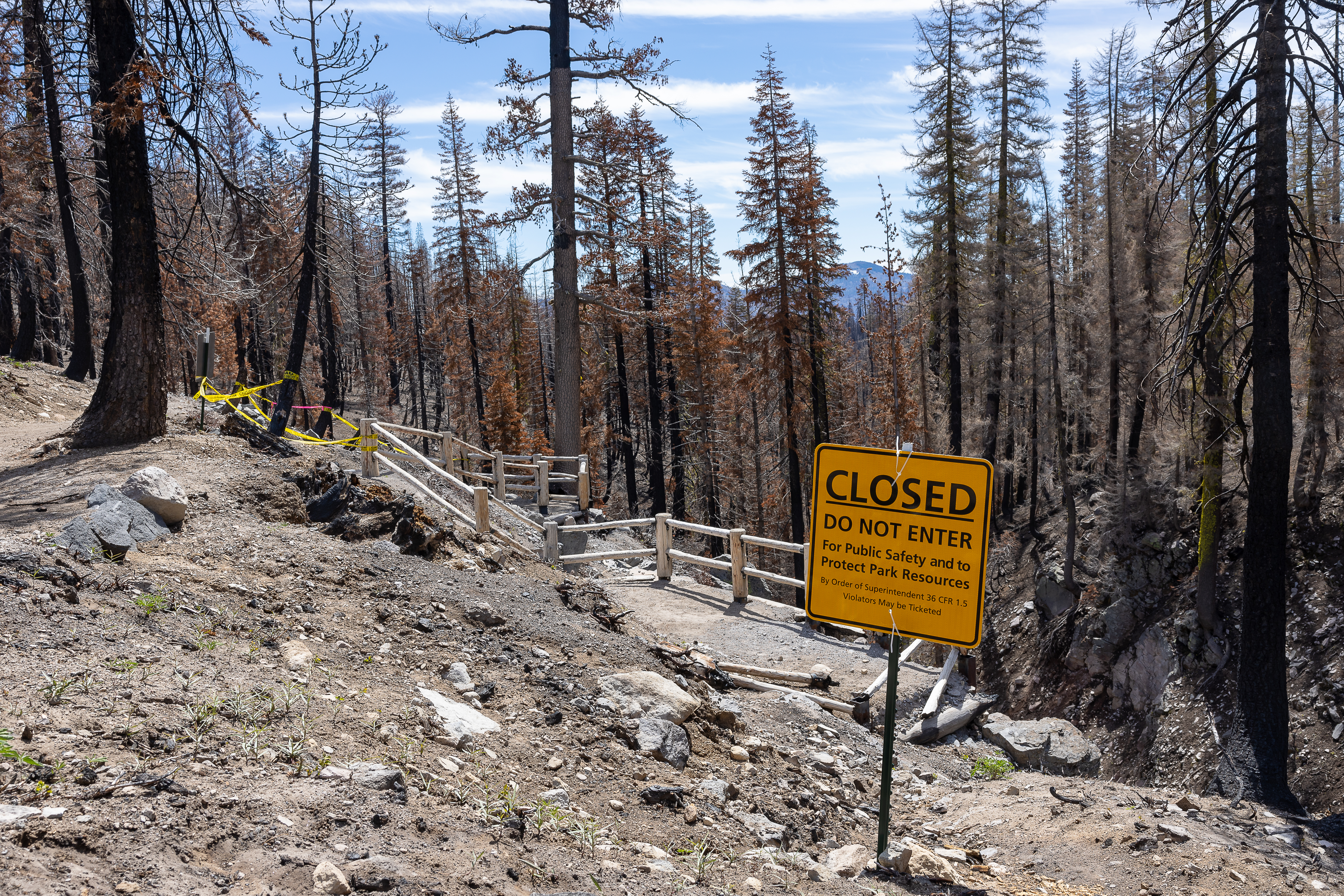
Die zerstörte Aussichtsplattform am Kings Creek-Wasserfall im Juni 2022
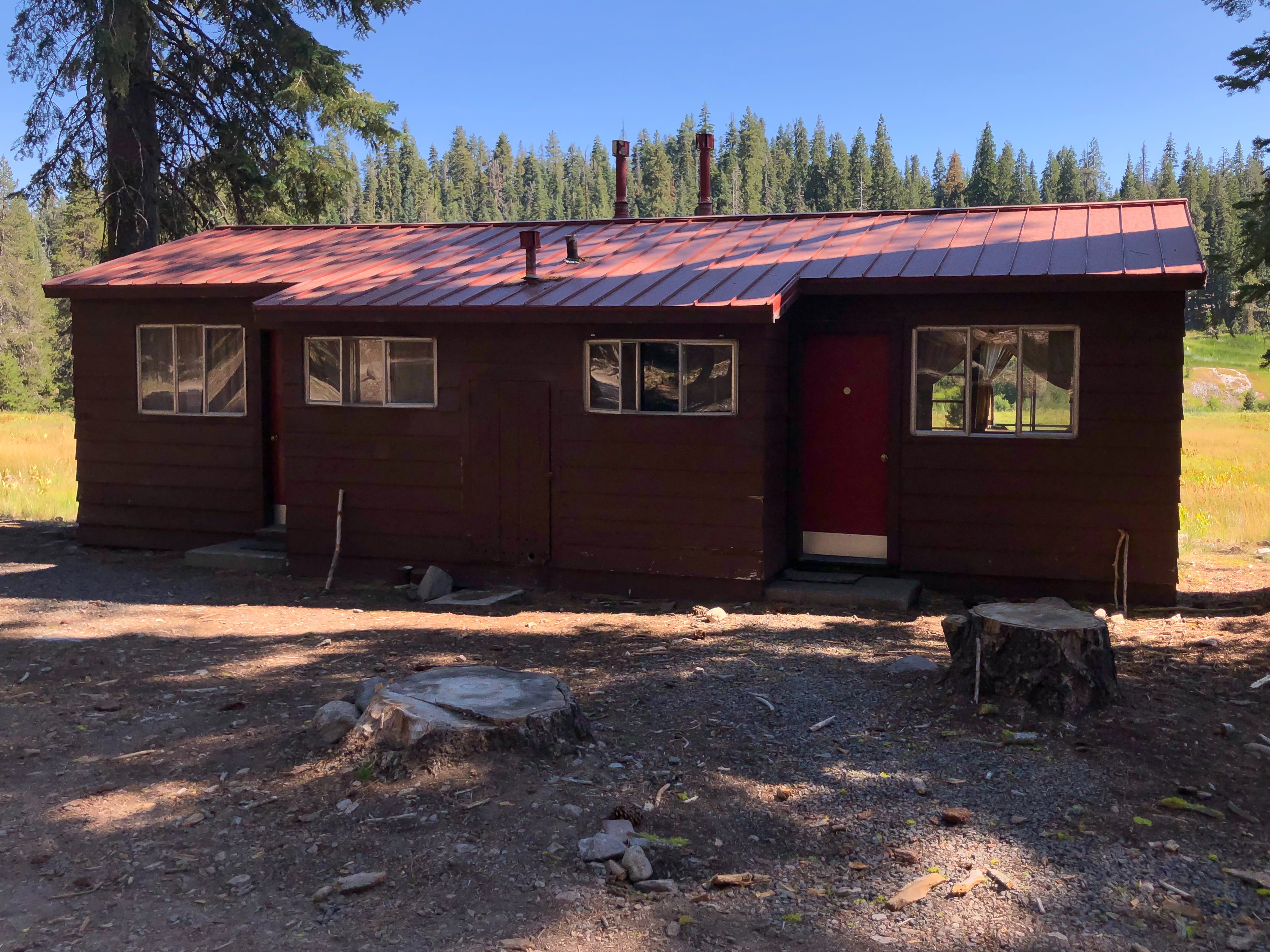
Eine der fünf Hütten für Übernachtungsgäste der Drakesbad Guest Ranch im Juli 2020

## Flora

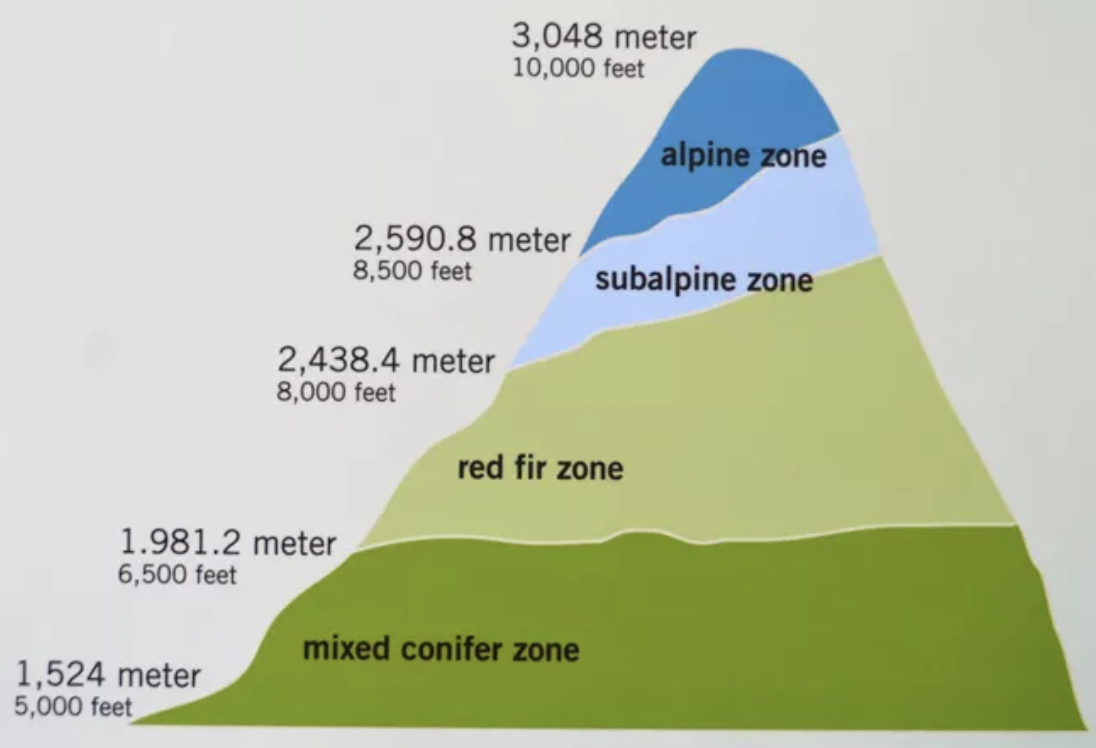
Vegetationszonen im Park

Mit Höhenlagen zwischen 1500 Metern (5000 Fuß) und 3000 Metern (10.000 Fuß) umfasst der Park drei Vegetationszonen. Unterhalb einer Höhe von rund 2000 Metern (6500 Fuß) herrscht ein von Ponderosa- (Pinus ponderosa) und Jeffrey-Kiefern (Pinus jeffreyi), Zucker-Kiefern (Pinus lambertiana) und Weiß-Tannen (Abies alba) geprägter Nadelmischwald vor. Unter den Sträuchern herrschen in dieser Vegetationszone die im Englischen als „Manzanitas“ bekannten immergrünen Sträucher aus der Gattung der Bärentrauben (Arctostaphylos), sowie Johannisbeersträuche (Ribes) und Sträuche aus der Gattung der Säckelblumen (Ceanothus) vor. Zu den häufig vorkommenden Wildblumen gehören jene aus der Gattung der Schwertlilien (Iris), Corallorhiza maculata aus der Gattung der Korallenwurzen, Pflanzen aus der Gattung Wintergrün (Pyrola), Veilchen (Viola) und Lupinen (Lupinus). Zwischen einer Höhe von rund 2000 Metern (6500 Fuß) und 2500 Metern (8000 Fuß) dominieren Rottannen (Picea abies), Digger-Kiefern (Pinus sabiniana), Hemlocktannen (Tsuga) und Küsten-Kiefern (Pinus contorta) eine Pflanzengemeinschaft, die weniger vielfältig ist als der Nadelmischwald in den tieferen Lagen. Darüber hinaus sind in dieser Vegetationszone die in den Bergen Nordkaliforniens häufig anzutreffende Arten Lupinus obtusilobus, Wyethia mollis und Arctostaphylos nevadensis beheimatet. In der sich anschließenden subalpinen Vegetationszone sind Weißstämmige Kiefern (Pinus albicaulis) und Berg-Hemlocktannen (Tsuga mertensiana) die vorherrschenden Bäume. Unterhalb der Baumgrenze ist die Zahl der Pflanzen insgesamt geringer, wobei in dieser rauen Umgebung genügsame Pflanzen aus den Gattungen Petrophytum, Castilleja (engl. „Indian Paintbrush“), Bartfaden (Penstemon), sowie Lupinen anzutreffen sind.

## Tourismus

### Besucher: Zahlen, typische Aktivitäten und Einrichtungen
| Name            | Anzahl    |
| --------------- | --------- |
| Yosemite        | 3.874.556 |
| Joshua Tree     | 2.481.107 |
| Death Valley    | 1.231.428 |
| Sequoia         | 1.107.630 |
| Kings Canyon    | 578.844   |
| Lassen          | 473.648   |
| Redwood         | 447.768   |
| Channel Islands | 321.317   |
| Pinnacles       | 227.873   |

Unter den neun Nationalparks in Kalifornien gehört der Lassen-Volcanic-Nationalpark zu denjenigen mit einer vergleichbar geringen Besucherzahl. In den Jahren zwischen 2013 und 2022 machte seine durchschnittliche jährliche Besucherzahl nur rund ein Achtel derjenigen des Yosemite-Nationalparks aus, wobei letzterer mit weitem Abstand die meisten Besucher aller Nationalparks in Kalifornien aufweist (siehe die nebenstehende Tabelle).
Laut Mike White, dem Autor eines populären Wanderführers durch den Park, konzentriert sich die überwiegende Mehrzahl der jährlichen Besucher auf die Attraktionen entlang der California State Route 89, die sich in Schleifen durch den Park zieht. Lediglich 10–15 % der jährlichen Besucher bleiben über Nacht auf einem der fünf Campingplätze in der Nähe der California State Route 89 und wiederum nur 15 % von diesen wandern in die entlegeneren Gebiete des Parks. Obwohl im Park Wanderwege mit einer Gesamtlänge von insgesamt rund 150 Meilen (241 km) ausgewiesen sind, benutzen die meisten Besucher lediglich zwei Wege: den Wanderweg auf den Lassen Peak sowie denjenigen nach Bumpass Hell, das mit seinen Hydrothermalquellen eine der Hauptattraktionen des Parks darstellt.
Zur Orientierung der Besucher dient das ganzjährig geöffnete und im Südwesten des Parks gelegene Kohm Yah-mah-nee Visitor Center. In diesem Besucherzentrum stehen eine Ausstellungshalle mit filmischen Einführungen, ein Amphitheater, ein Geschenkladen, ein kleines Café und eine Aussichtsterrasse zur Verfügung. Unweit des nordwestlichen Parkeingangs liegt das von Benjamin Loomis, einem der frühen Förderer des Parks im Jahr 1927 gebaute Loomis Museum. Das in der Nähe des Manzanita Lake gelegene Museum ist nur in den Sommermonaten geöffnet und steht seit 1975 auf der Liste des National Register of Historic Places.

### Touristische Angebote in der Winter- und Sommersaison

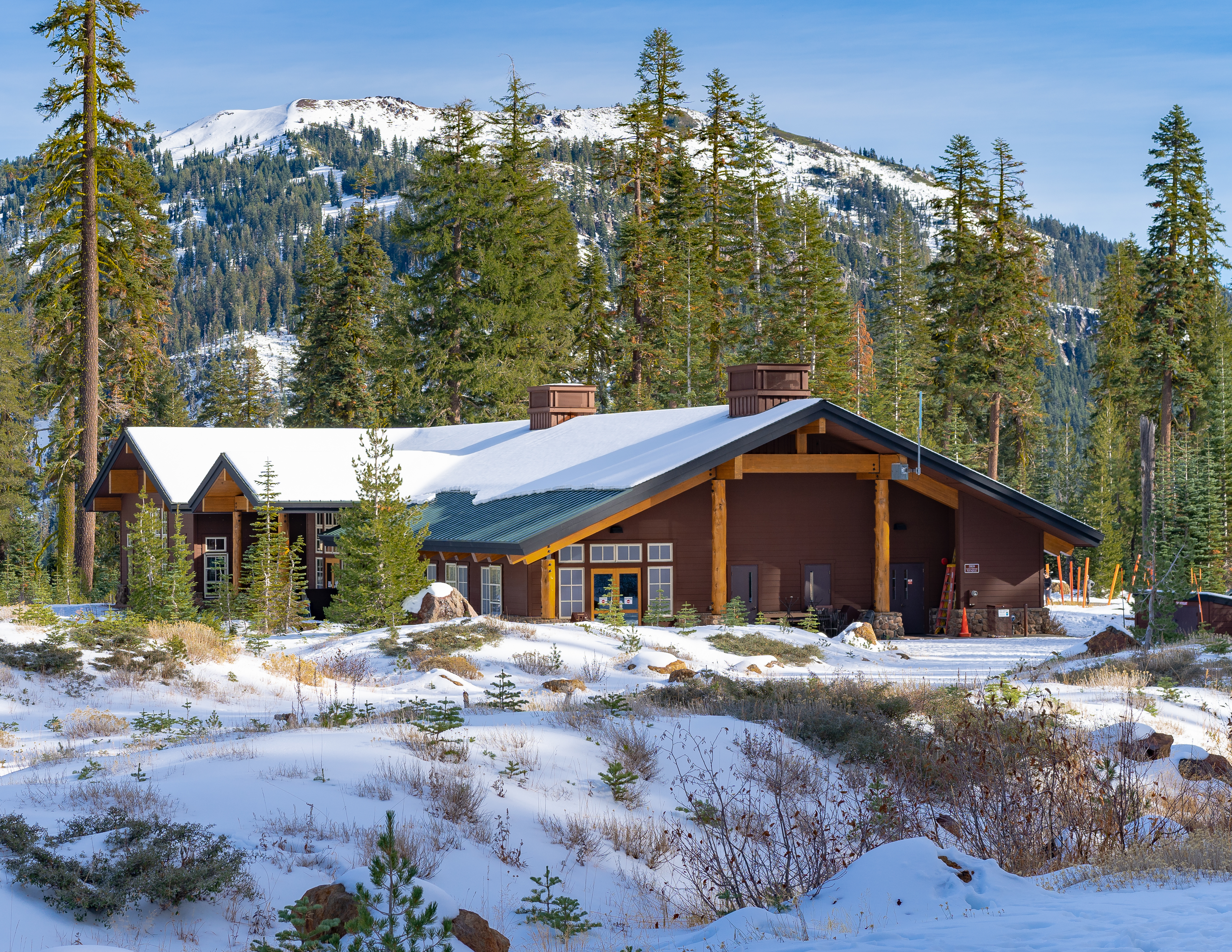
Das Kohm Yah-mah-nee Visitor Center am südwestlichen Eingang zum Park im November 2020

Zwischen November und Mai, in härteren Wintern auch zwischen Ende Oktober und Mitte Juli, ist die California State Route 89 zwischen den beiden im Südwesten und Nordwesten gelegenen Parkeingängen gesperrt. Im Südwesten, wo ab einer Höhe von rund 6700 Fuß (2042 Meter) der meiste Schnee fällt, können Besucher ihr Auto auf dem Parkplatz des Kohm Yah-mah-nee Besucherzentrums abstellen und die heißen Quellen von Sulphur Works zu Fuß erreichen. Darüber hinaus steht südlich des am Besucherzentrum gelegenen Parkplatzes ein Bereich für das Wintercamping zur Verfügung. Im Nordwesten kann die Gegend um Manzanita Lake mit dem Auto erreicht werden. Besucheraktivitäten im Winter umfassen neben dem Wandern das Ski-, Snowboard und Schlittenfahren, sowie von Rangern geleitete Touren auf Schneeschuhen. Geräumte Teile der State Route 89 können auch im Winter mit Fahrrädern befahren werden.
Im Sommer und Herbst stehen den Besuchern neben den zahlreichen Wanderwegen in entlegenere Teile des Parks vor allem die Attraktionen entlang der State Route 89 zur Verfügung. Neben den fünf entlang der State Route gelegenen Campingplätzen gibt es drei weitere am Butte Lake, Juniper Lake und im Warner Valley. Auf dem Gelände der Drakesbad Guest Ranch in Warner Valley sowie am Rande des Manzanita Lake können Holzhütten für die Übernachtung gebucht werden. Typische Besucheraktivitäten in der Sommersaison umfassen neben dem Wandern unter anderem geführte Touren durch Parkranger, Schwimmen, Bootfahren, Angeln, Picknicken und Radfahren. Übernachtungen in der Wildnis erfordern einen Backcountry Permit, auf dem ein Notfallkontakt und die geplanten Übernachtungsplätze angegeben werden müssen. Für den Transport von Essensvorräten sind beim Wandern in abgelegene Regionen des Parks bärenresistente Behälter (engl. bear canister) vorgeschrieben. Ab Januar 2023 können Backcountry Permits gegen eine geringe Gebühr online erworben werden.